# ТЕС Сувайдія (PEEGT)
ТЕС Сувайдія (PEEGT) – теплова електростанція на північному сході Сирії, за сім десятків кілометрів на схід від Ель-Камишли.
В 1988 – 1989 роках на майданчику станції ввели в експлуатацію п’ять газових турбін потужністю по 34 МВт, які встановлені для роботи у відкритому циклі та мають паливну ефективність на рівні 30%.
Як паливо ТЕС використовує природний газ. Можливо відзначити, що лише за кілька сотень метрів від неї знаходиться газопереробний завод Сувайдія, втім, є відомості, що ТЕС споживає ресурс, видобутий з газових покладів родовища Сувайдія та газових родовищ Тель-Ауде, Кахтанія та Лейлак (останні три знаходяться за півсотні кілометрів та сполучені з Сувайдією трубопроводом), який не потребує попередньої підготовки.
ТЕС належить державній електроенергетичній компанії PEEGT. При цьому біч-о-біч з нею знаходиться газотурбінна станція компанії Syrian Petroleum Company, що веде розробку гігантського родовища Сувайдія та потребує значних обсягів електроенергії для технологічних цілей.